# Augustów
Augustów (in lituano Augustavas) è una città polacca di circa 30 000 abitanti (dati del 1995) nel nordest del paese.

## Storia
Tra il 1975 e il 1998 è stata parte del voivodato di Suwałki; dall'anno successivo è passata a far parte del voivodato della Podlachia.
La prima citazione della città risale al 1496 e lo statuto di città le venne garantito dal re Sigismondo II di Polonia nel 1557. Fino all'Unione di Lublino la città fu parte del granducato di Lituania: in seguito al trattato entrò nel regno di Polonia, mentre il cimitero rimase nel granducato. Gli invasori tatari la distrussero nel 1656: la seconda metà del secolo la peste afflisse la città e i suoi abitanti.
Nel 1795 la Prussia la annesse ai suoi, e nel 1807 passò sotto la giurisdizione del ducato di Varsavia, e nel 1815 sotto quella del regno di Polonia. Sede di comune dal 1842, venne raggiunta dalla ferrovia prima del nuovo secolo, quando gli abitanti erano circa 13 000.
Durante la prima guerra mondiale, l'esercito russo contrattaccò con successo quello tedesco durante la battaglia di Augustów nel 1914: tra il '39 e il '41 l'Armata Rossa occupò la città, lasciando il posto alla Wehrmacht fino al '44.
La seconda guerra mondiale aveva distrutto circa il 70% della città e ucciso o fatto emigrare la maggior parte dei suoi residenti. Nel '45 l'Unione Sovietica condusse la Augustów chase 1945, un'operazione di polizia contro ex anticomunisti dell'Armia Krajowa.
Nel 1970 divenne ufficialmente un centro termale, e pochi anni dopo alcune cittadine vicine vennero annesse.
Il canale omonimo, lungo circa 120 km, unisce la Vistola al fiume Nemunas.

## Amministrazione

### Gemellaggi
- Porto Ceresio